# Quercus paui
Quercus paui är en bokväxtart som beskrevs av Carlos Vicioso Martinez. Quercus paui ingår i släktet ekar, och familjen bokväxter. Inga underarter finns listade.